# Абдулбасиров, Далгат Зиявудинович
Далгат Зиявудинович Абдулбасиров (30 декабря 1963, с. Гигатль, Цумадинский район, Дагестанская АССР, РСФСР, СССР) — советский дзюдоист и борец вольного стиля, мастер спорта СССР по дзюдо, российский тренер по вольной борьбе, Заслуженный тренер России (30.08.2004).

## Спортивная карьера
Будучи студентом занимался дзюдо, выигрывал республиканские и всероссийские соревнования, был мастером спорта СССР. После окончания ВУЗа в 1986 году вернулся из Махачкалы в родной район, работая учителем в школе села Кванада, открыл секцию вольной борьбы. Является заслуженным работником физической культуры Республики Дагестан. Кавалер Ордена «За заслуги перед республикой Дагестан». 28 июня 2011 году получил грамоту за подписью президента Федерации спортивной борьбы России Михаила Мамиашвили. Является директором детско-юношеской спортивной школы имени Сагида Муртазалиева в селе Агвали.

## Известные воспитанники
- Сажидов, Сажид Халилрахманович — призёр Олимпийских игр[1];

## Личная жизнь
Родился в селе Гигатль Цумадинского района, его отец: Зиявудин Абдулбасиров — работал шофёром в колхозе, научил его чтению Корана, мать: Меседо Гасанова — колхозницей. Вырос в многодетной семье из 9 человек. На золотую медаль окончил Гигатлинскую среднюю общеобразовательную школу, в 1986 году с отличием окончил Дагестанский государственный педагогический университет, работал учителем истории и права в кванадинской школе. Супругу зовут Зугерат. Есть сын: Абдулбасир — мастер спорта по вольной борьбе, тренер. Далгат Абдулбасиров — верующий мусульманин.